# Veterans Benevolent Association
La Veterans Benevolent Association (VBA, «Asociación benevolente de veteranos») fue una organización de veteranos LGBT del ejército de los Estados Unidos. La VBA fue fundada en la ciudad de Nueva York en 1945 por cuatro veteranos gays licenciados con honor.
Aunque la organización servía principalmente como lugar de reunión social, la VBA se formó en parte por el sentido de injusticia que muchos veteranos gais sentían al haber recibido una blue discharge («licencia azul»). Estas licencias, llamadas así porque estaban impresas en papel azul, eran entregadas a aquellos militares cuya carrera acababa en condiciones menos que honrosas, aunque no llegasen al nivel de la licencia deshonrosa. Según una directiva de la Administración de Veteranos, aquellos que eran licenciados con una blue discharge no tenían derechos a los beneficios de la G.I. Bill («Ley de reajuste de los miembros del ejército»), a pesar de que la misma ley prohibía explícitamente este tipo de discriminación, y la negación a incluir en los beneficios de la ley a los antiguos miembros LGBT del ejército continuó durante muchos años después de que las blue discharge dejaran de entregarse. La VBA se unió a la National Association for the Advancement of Colored People (NAACP, «Asociación nacional para el avance de las personas de color») en una campaña para acabar con la entrega arbitraria de blue discharge tanto a homosexuales como a afroamericanos, que también recibían blue discharge de forma desproporcionada.
La asociación se constituyó legalmente en el estado de Nueva York en 1947, convirtiéndola en uno de los primeros grupos LGBT de Estados Unidos en estar constituidos legalmente. El VBA realizaba reuniones –inicialmente con una cadencia mensual, luego cada dos semanas– y grupos de discusión. El VBA tenía un panel de asesores legales que se centraban en ayudar a miembros que se enfrentaban a alguna discriminación en el mundo laboral o en cuestiones de vivienda debido a su orientación sexual. Nunca hubo más de 100 miembros, aunque los bailes que organizaba el grupo a menudo atraía a varios cientos de personas, incluyendo miembros casados y sus esposas.
A pesar de su éxito inicial como una organización social, los miembros del VBA comenzaron a estar en desacuerdo sobre el propósito del grupo, llevando a la aparición de facciones. El VBA desapareció en 1954. Varios miembros del VBA fundaron posteriormente la sección de Nueva York de ONE, Inc..